# Schkölen
Schkölen – miasto w Niemczech, w kraju związkowym Turyngia, w powiecie Saale-Holzland. Od 1 stycznia 2012 wchodzi w skład nowo utworzonej wspólnoty administracyjnej Heideland-Elstertal-Schkölen.